# وادي البيضاء (بلنسية)
وادي البيضاء هي كُماركة في مقاطعة بلنسية في منطقة بلنسية في إسبانيا .
استعادها الملك الأرغوني خيمي الأول ملك أرغون في النصف الأول من القرن الثالث عشر ، وكان مأهولًا بكثافة من قبل المسلمين حتى طرد الموريسكيين من مملكة بلنسية عام 1609. 